# Município de Union (condado de Pike, Ohio)
O município de Union (em inglês: Union Township) é um município localizado no condado de Pike no estado estadounidense de Ohio. No ano de 2010 tinha uma população de 1.318 habitantes e uma densidade populacional de 21,6 pessoas por km².

## Geografia
O município de Union encontra-se localizado nas coordenadas 38° 59′ 34″ N, 82° 55′ 38″ O. Segundo o Departamento do Censo dos Estados Unidos, o município tem uma superfície total de 61.02 km², da qual 60,94 km² correspondem a terra firme e (0,13 %) 0,08 km² é água.

## Demografia
Segundo o censo de 2010, tinha 1.318 habitantes residindo no município de Union. A densidade populacional era de 21,6 hab./km². Dos 1.318 habitantes, o município de Union estava composto pelo 97,65 % brancos, o 0,53 % eram afroamericanos, o 0,3 % eram amerindios, o 0,08 % eram insulares do Pacífico, o 0,08 % eram de outras raças e o 1,37 % eram de uma mistura de raças. Do total da população o 0,46 % eram hispanos ou latinos de qualquer raça.